# Ноема (дочь Ламеха)
Ноема (ивр. נעמה‎ — приятная, красивая) — библейский персонаж, сестра Тувалкаина.
Согласно мидрашу Берешит рабба, Ноема, дочь Ламеха и Циллы, стала женой Ноя (см. Жена Ноя). Но это только предположение, т.к. в самом тексте книги Бытия нет упоминаний имени жены Ноя и не сообщено ничего о Ноеме, кроме того, что она сестра Тувалкаина. 
Её называли «Наама» (приятная), потому что ее поведение было угодно Богу. Однако большинство раввинов отвергают это утверждение, заявляя, что Наама была женщиной-идолопоклонницей, которая пела «приятные» песни идолам. И это более вероятно, все-таки Ноема происходит из неправедного рода каинитов. 
Адин Эвен-Исраэль Штейнзальц упоминает, что в книге Зогар утверждается, что она породила демонов.

## Варианты написания имени
Помимо написания Ноема также встречаются написания: Наама, Ноама, Ноемзара,Ноеми.